# Kapitän zur See
Kapitän zur See (englisch captain at sea) ist ein militärischer Dienstgrad der Marine.

## Bundeswehr

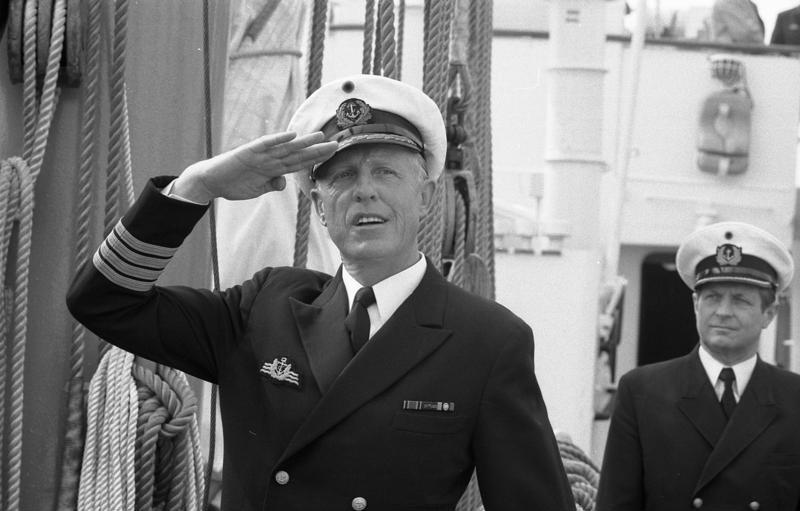
Kapitän zur See Hans Freiherr von Stackelberg als Kommandant des Segelschulschiffs Gorch Fock (1976)

Der Kapitän zur See ist einer der Dienstgrade der Bundeswehr für Marineuniformträger. Gesetzliche Grundlagen sind die Anordnung des Bundespräsidenten über die Dienstgradbezeichnungen und die Uniform der Soldaten und das Soldatengesetz.

### Dienststellungen
Einige Kapitäne zur See werden als Kommandeure von Schiffs- oder Marinefliegergeschwadern oder Schulen eingesetzt. Häufiger sind Verwendungen in Stäben. Kapitäne zur See dienen dort als Abteilungs-, Gruppen- oder Referatsleiter oder als Chef des Stabes. Sie können wie Oberste als Verbindungsoffiziere im Bundespräsidialamt ihren Dienst versehen. Der Kommandant des Segelschulschiffs Gorch Fock ist der einzige Schiffskommandant im Range eines Kapitäns zur See in der Deutschen Marine.

### Anrede
In der Zentralrichtlinie A2-2630/0-0-3 „Militärische Formen und Feiern der Bundeswehr“ (ehemals ZDv 10/8) wird die Anrede aller Stabsoffiziere in Marineuniform mit „Herr Kap’tän“ bzw. „Frau Kap’tän“ festgesetzt.

### Dienstgradabzeichen
Die Dienstgradabzeichen des Kapitäns zur See zeigen vier mittelbreite Ärmelstreifen auf beiden Unterärmeln.

### Sonstiges
Die Dienstgradbezeichnung ranggleicher Luftwaffen- und Heeresuniformträger lautet Oberst. Hinsichtlich Befehlsbefugnis, Ernennung, Sold, den nach- und übergeordneten Dienstgraden sind Kapitäne zur See den Obersten gleichgestellt. In der United States Navy wird der Rang mit dem Dienstgrad Captain bezeichnet und entspricht im US-Militär einem Oberst (Colonel) der United States Army bzw. der United States Air Force. Alle befinden sich in der O-6 Kategorie des US-Militärs. Hier besteht allerdings auch eine Verwechslungsgefahr, weil ein Captain in der Army bzw. Air Force nur einen Hauptmann bezeichnet (O-3 Kategorie).
| Offizierdienstgrad |                                                                                                |                                                                           |
| Niedrigerer Dienstgrad |                                                                                                | Höherer Dienstgrad                                                        |
| Oberstleutnant Fregattenkapitän Oberfeldarzt Oberfeldapotheker Oberfeldveterinär Flottillenarzt Flottillenapotheker             | Oberst Kapitän zur See Oberstarzt Oberstapotheker Oberstveterinär Flottenarzt Flottenapotheker | Brigadegeneral Flottillenadmiral Generalarzt Generalapotheker Admiralarzt |
| Dienstgradgruppe: Mannschaften – Unteroffiziere o.P. – Unteroffiziere m.P. – Leutnante – Hauptleute – Stabsoffiziere – Generale |                                                                                                |                                                                           |

## Volksmarine
Der Kapitän zur See war in der Volksmarine der DDR der höchste Dienstgrad in der Dienstgradgruppe der Stabsoffiziere und vergleichbar dem NATO-Rangcode OF-5. Er entsprach dem Oberst der NVA.
Das Dienstgradabzeichen bestand aus Schulterstücken mit marineblauem Untergrund und darauf einer geflochtenen silbernen Schnur, auf der drei viereckige goldfarbene Schultersterne angebracht waren. Schulterstücke wurden zu allen Uniformteilen getragen.
Das Ärmelabzeichen bestand aus einem breiten gelbfarbigen Streifen und ist nicht zu verwechseln mit dem des Kommodore der Kriegsmarine. Darüber war das Laufbahnabzeichen angebracht. Im Unterschied zu allen übrigen deutschen Marinestreitkräften bedeckten die Ärmelabzeichen nur zu ca. 40 Prozent den Ärmelumfang.
| Dienstgrad                  |                         |                      |
| niedriger: Fregattenkapitän | Kapitän zur See(Oberst) | höher: Konteradmiral |

## Kaiserliche Marine und Kriegsmarine
Im Deutschen Kaiserreich und der Deutschen Kriegsmarine war der Kapitän zur See der zweithöchste Offiziersrang nach dem Kommodore.
| Dienstgrad                  |                         |                  |
| niedriger: Fregattenkapitän | Kapitän zur See(Oberst) | höher: Kommodore |

## Weitere Streitkräfte
Die folgenden Dienstgradabzeichen stellen die dem deutschen Offiziersrang Kapitän zur See vergleichbaren Ränge in anderen Marinestreitkräften dar.

Dienstgradabzeichen „Kapitän zur See“ ausländischer Marinestreitkräfte
Captain der Royal Navy und Captain (N) der Royal Canadian Navy
Captain der Ägyptischen Marine
Ploiarchos (captain) der Griechischen Marine
Komandor der Polnischen Marine
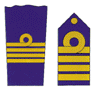
Capitán de navío (Linienschiffskapitän) der Armada Española
Captain der U.S. Navy
kapitein-ter-zee der Königlich Niederländischen Marine
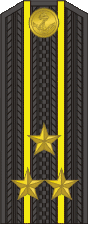
Kapitan per`vogo ranga (Kapitän ersten Ranges) der Russischen Kriegsmarine